# Codo Technologies
Codo Technologies это компания-разработчик компьютерных игр основанная Джулианом Голлопом и другими, включая и его брата Ника Голлопа, которая продолжила линию стратегических военных игр начатых в предыдущей компании Голлопа Mythos Games. Джулиан особенно известен своей ролью в создании серии компьютерных игр X-COM. Codo Technologies выпустила две игры: Laser Squad Nemesis, пошаговую тактическую боевую игру для PC и Rebelstar: Tactical Command, компьютерную игру для игровой консоли Game Boy Advance.
В конце 2010 года Codo Technologies закрыла магазин, сразу после того, как передала управление и сопровождение серверов Laser Squad Nemesis игровому сообществу.

## Игры разработанные Codo Technologies
- Laser Squad Nemesis
- Rebelstar: Tactical Command